# Theranos
セラノス（英: Theranos）は、血液検査を手がけていたアメリカ合衆国カリフォルニア州の企業。2018年9月に解散を決定した。社名の由来は"Therapy（治療）"と"Diagnosis（診断）"のかばん語である。

## 概要
スタンフォード大学の化学工学科の2年生だったエリザベス・ホームズは、2003年に大学を中退、「少量の血液で200種類以上の血液検査を迅速かつ安価に出来る」というふれ込みで、医療ベンチャー企業セラノスを創業した。
2014年6月に約3億5千万ドル（約380億円）を調達したことでセラノスの時価総額は約800億ドル（約9000億円）になったとされ、株式の過半を所有するホームズは「自力でビリオネアになった最年少の女性」として話題になった。オラクルのラリー・エリソンも投資しており、社外取締役にはジョージ・シュルツ元国務長官を始め、ウィリアム・ペリー元国防長官、ヘンリー・キッシンジャー元国務長官等、錚々たる面々が揃っていた。Appleの影響を多分に受けた同社は徹底した秘密主義で、全ての決裁権はホームズが握っていた。
事業内容は、被験者の指先から採取した少量の血液を診断センターに輸送し、「エジソン」という自社開発の診断器を使って迅速に検査結果を出すというもので、1滴の血液で30種類の検査項目を実施できるという。大手ドラッグストア・チェーンであるウォルグリーンの、全米数十カ所の店舗に血液採取センターを設置していた。この「エジソン」なる検査機器は試作段階でありその検査精度は60％～80％程度でしかなく検査可能項目も10程しかなかったとされ、到底医療機器として認証されるべきものではなかったが、他社製の血液検査機器を使って検査結果を偽装してウォールグリーンとの提携を始めた。社内の臨床検査技師や開発者などから実用に供するには時期尚早であるとの反論が上がっていたが、それらに対しホームズは解雇通知でもって対応し、守秘義務の厳守を厳しく要求、ジャーナリストと接触した可能性がある元従業員を尾行させるなどして徹底させた。この他、より高精度かつ検査項目も増やした「ミニラボ」なる機器の開発も進めていたが頓挫している。
しかし、2015年に『ウォール・ストリート・ジャーナル』が、セラノスによる血液検査の信憑性に疑問を投げかける記事を掲載してから、投資家の評価は下がり、さらにセラノスの年商が1億ド（約110億円）に達していないことが、『フォーブス』の調査で明らかになった。
2016年夏に、医療保険当局によって臨床検査の免許を取り消され、2016年10月5日、3カ所の検査施設を閉鎖すると共に、従業員のおよそ40％に当たる340人を解雇すると発表した。
2017年、2年間にわたる臨床検査ラボの運営停止を受け入れて、連邦機関のメディケア＆メディケイド・サービスセンター（CMS）と和解。今後は自社で検査ラボを運営するのではなく、小型検査機器「ミニラボ」を医師や病院に売るとしている。
2018年4月、従業員125人の内、新たに100人を解雇。
2018年6月、連邦検察は、創業者で最高経営責任者だったエリザベス・ホームズと、元ナンバー2でホームズと恋人関係にあった最高執行責任者のサニー・バルワニを、詐欺罪で起訴。
2018年9月、株主に対して会社の解散をメールで通知。残った資金は同日から数ヵ月以内に債権者に対して返済される予定。
2022年1月3日、カリフォルニア州サンノゼの裁判所の陪席は、エリザベス・ホームズに対し、投資家に対する詐欺罪と通信詐欺罪3件の計4件について有罪評決を出した。11月18日、裁判所はホームズに禁錮11年3月の判決を言い渡した。

## 主な株主
2018年5月に開示された資料によると、セラノスが集めた投資総額は6億8630万ドル。この投資で100万ドル以上を失った人物は、最低でも10名に上るとしている。
| 名称                 | 出資額        | 出資時期        |
| -------------------- | ------------- | --------------- |
| ウォルトン家         | 1億5000万ドル | 2014年          |
| ルパート・マードック | 1億2500万ドル | 不明            |
| ベッツィ・デヴォス   | 1億ドル       | 2013年 - 2015年 |
| コックス家           | 1億ドル       | 不明            |
| カルロス・スリム     | 3000万ドル    | 不明            |
| オッペンハイマー家   | 2000万ドル    | 不明            |
| ライリー・ベクトル   | 600万ドル     | 不明            |